# District de Mungeli
Le district de Mungeli est un district de l'état du Chhattisgarh, en Inde,

## Géographie
Son chef-lieu est la ville de Mungeli. 